# The Baby (film, 1973)
Pour les articles homonymes, voir The Baby.
Pour plus de détails, voir Fiche technique et Distribution.
The Baby est un film américain réalisé par Ted Post, sorti en 1973.

## Synopsis
Ann, une assistante sociale déprimée par le décès de son compagnon enquête sur l’excentrique et mystérieuse famille Wadsworth, une mère, ses deux filles et son fils de 21 ans qu'elle élève comme un… bébé. Reclus dans son lit à barreaux, couches culottes et biberons, ce dernier ne parle pas et ne marche pas. Très rapidement, Ann comprend que cette famille profite des faiblesses du jeune frère, notamment avec les prestations d’invalidité qu’ils perçoivent pour celui qu’ils appellent "Baby".

## Fiche technique
Sauf indication contraire, les informations mentionnées dans cette section peuvent être confirmées par la base de données cinématographiques IMDb,  présente dans la section « Liens externes ».
- Titre original : The Baby
- Réalisation : Ted Post
- Assistant-réalisateur : Jesse Corallo
- Scénario : Abe Polsky
- Photographie : Michael D. Margulies
- Montage : Bob Crawford Sr., Dick Wormell
- Musique : Gerald Fried
- Direction artistique : Charles Chicetti
- Décors : Michael Devine
- Costumes : Shirley Brewton, Frances Dennis
- Son : Richard Greer, Robert L. Harman
- Producteurs : Abe Polsky, Milton Polsky
- Producteurs exécutifs : Elliott Feinman, Ralph Hirsch
- Sociétés de production : Quintet Productions
- Sociétés de distribution : Scotia International (États-Unis), Scotia-Barber (Royaume-Uni), Organización Apolo, S.A. (Mexique)
- Pays de production :  États-Unis
- Langue originale : Anglais américain
- Format : Couleur (Eastmancolor) — 35 mm — 1,33:1 — Son : Mono
- Genre : Film dramatique, Film d'horreur, Thriller
- Durée : 84 minutes (1 h 24)
- Dates de sortie : 
  - États-Unis : mars 1973
  - Mexique : 31 janvier 1974

## Distribution
- Anjanette Comer : Ann Gentry
- Ruth Roman : Mrs. Wadsworth
- Marianna Hill : Germaine Wadsworth
- Suzanne Zenor (en) : Alba Wadsworth
- Tod Andrews (en) : Le docteur
- Michael Pataki : Dennis
- David Manzy : le bébé
- Joseph Bernard : Mr. Foley
- Virginia Vincent
- Beatrice Manley : Judith Gentry
- Erin O'Reilly : la baby-sitter
- Don Mallon